# Tocos do Moji
Tocos do Moji é um município do estado de Minas Gerais, no Brasil.

## Topônimo
"Moji" é um termo de origem tupi que significa "água de cobra", através da junção dos termos mboîa ("cobra") e  'y  ("água").

## Geografia
Tocos se destaca por abrigar, no seu território de 115 quilômetros quadrados, montanhas que chegam a 1 600 metros de altitude, cachoeiras, maciços de pedras imensos e vistas panorâmicas. Integra o Circuito Turístico Serras Verdes do Sul de Minas. Também faz parte do projeto Caminho da Fé, com seu início na cidade de Tambaú, em São Paulo, passando por Casa Branca, Itobi, Vargem Grande do Sul, Águas da Prata, Andradas, Ouro Fino, Inconfidentes, Borda da Mata e Tocos do Moji, Estiva, Consolação, Paraisópolis, Luminosa, Campos do Jordão, Pindamonhangaba, Roseira e finalizando em Aparecida. O referido projeto tem como objetivo demarcar uma trilha de Tambaú a Aparecida num percurso de 415 quilômetros, com locais de descanso para o peregrino e todas as informações necessárias para que se faça uma caminhada de quinze dias a pé com toda a segurança. O projeto foi inspirado na trilha que existe na Espanha, com quase mil quilômetros de extensão, da França até Santiago de Compostela.
Resultados da coleta do Censo 2010 de Tocos do Moji:
Total de domicílios → 1 556 domicílios
Área urbana → 594 domicílios
Setor Fernandes → 183 domicílios
Setor Sertão da Bernardina → 125 domicílios
Restante dos Bairros Zona Rural → 654 domicílios
População atual → 3 954 moradores

## Economia
Atualmente, é o quinto melhor desempenho no estado de Minas Gerais, no índice de Responsabilidade Fiscal, Social e de Gestão segundo dados da Confederação Nacional de Municípios. A principal fonte de renda do município é a agropecuária, com destaque para o cultivo do morango. Este ano, a produção será de 3 840 toneladas. O produto é comercializado em Belo Horizonte, São Paulo e Rio de Janeiro.

## Religião
A maioria das pessoas é cristã, sendo predominante o catolicismo.
A primeira capela foi construída nos arredores da fazenda de Vicente Garcia da Rosa. Até que se enterrou nesta capela uma mulher que morreu de bexiga, doença corriqueira na época. Então, os moradores, com medo do contágio da doença, nunca mais rezaram na capelinha, tratando logo de construir uma igreja maior para seus fiéis.
Pedro Fabrício da Rosa, homem de muita fé e algumas boas possessões, juntou um saco de moedas e foi para Aparecida comprar uma santa para o pequeno vilarejo. Trouxe, então, uma imagem de Nossa Senhora Aparecida que existe ainda hoje na igreja Matriz de Tocos do Moji. Assim, foi necessário fazer uma igreja, com a ajuda de toda a comunidade ali existente. Ergueu–se uma capela. Data do dia 18 de julho de 1919 a lavra da escritura de doação do patrimônio da capela, assinada por Pedro Fabrício. Nessa capela, celebraram-se algumas missas por padres vindos de Borda da Mata.